# Città Vecchia (Baku)
La Città Vecchia, oppure Città Interna (in azero İçəri Şəhər), è il centro storico di Baku. Nel dicembre del 2000 la Città Vecchia di Baku incluso il Palazzo degli Shirvanshah e la Torre della Vergine vennero riconosciuti dall'UNESCO come Patrimonio dell'umanità.

## Storia

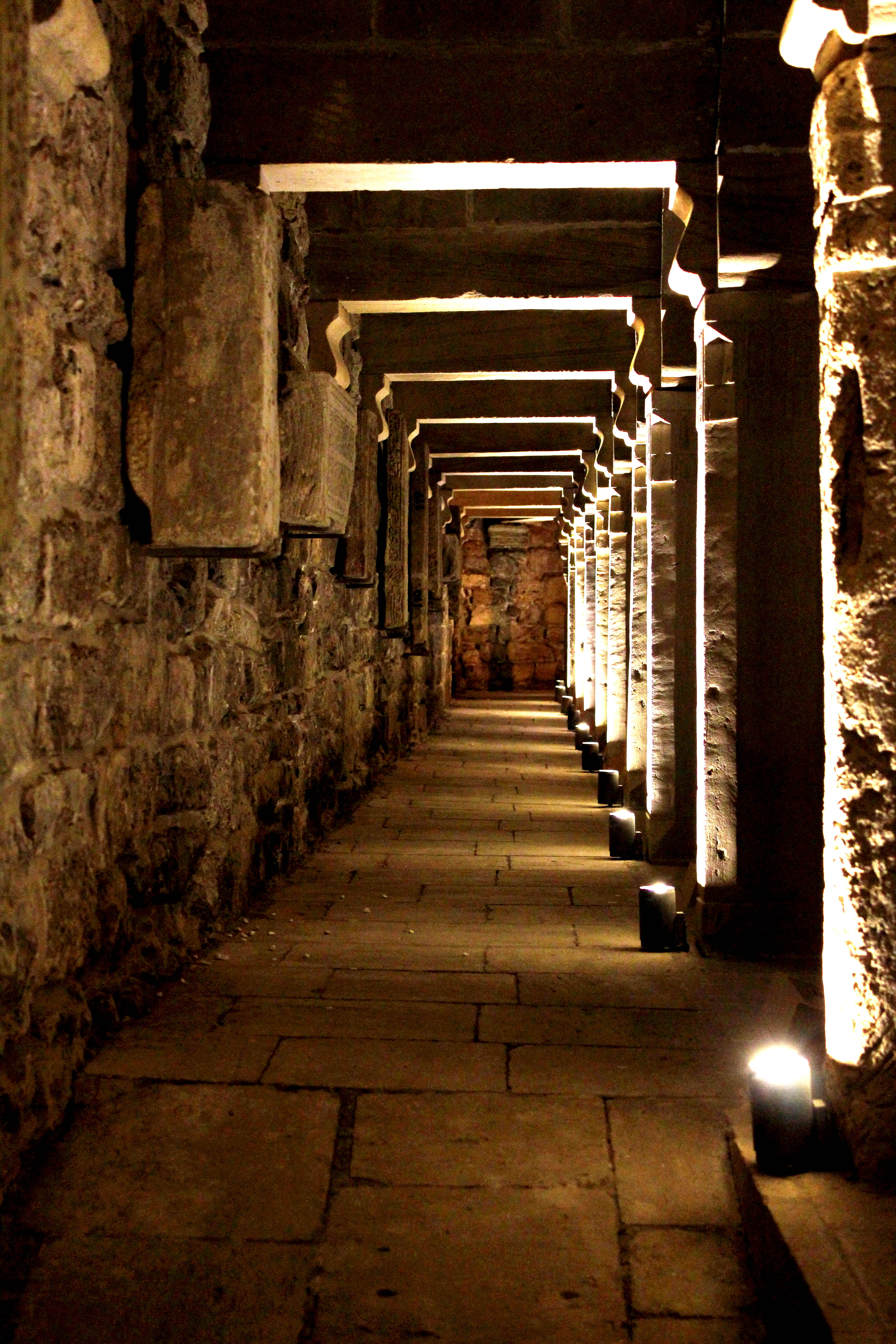
Un Tempio Pagano nella Città interna

Si pensa che la Città Vecchia inclusa la Torre della Vergine risalgano al XII secolo. Alcuni ricercatori sostengono che le costruzioni appartengano addirittura al VII secolo. La questione tuttavia rimane ancora aperta.
Durante il periodo medievale di Baku, furono costruiti monumenti come il Minareto Synyg Gala (XI secolo), le mura della fortezza e le torri (XI-XII secolo), la Torre della Vergine, il Multani Caravanserai e Hajji Gayyib bathhouse (XI secolo), il Palazzo degli Shirvanshah (XV-XVI secolo), il Bukhara Caravanserai e Gasimbey bathhouse (XVI secolo)
Nel 1806 Baku venne occupata dall'Impero russo durante la Guerra russo-persiana e la Città Vecchia, allora la Città Vecchia unico distretto di Baku, contava 500 case, 707 negozi e una popolazione di 7.000 persone. 

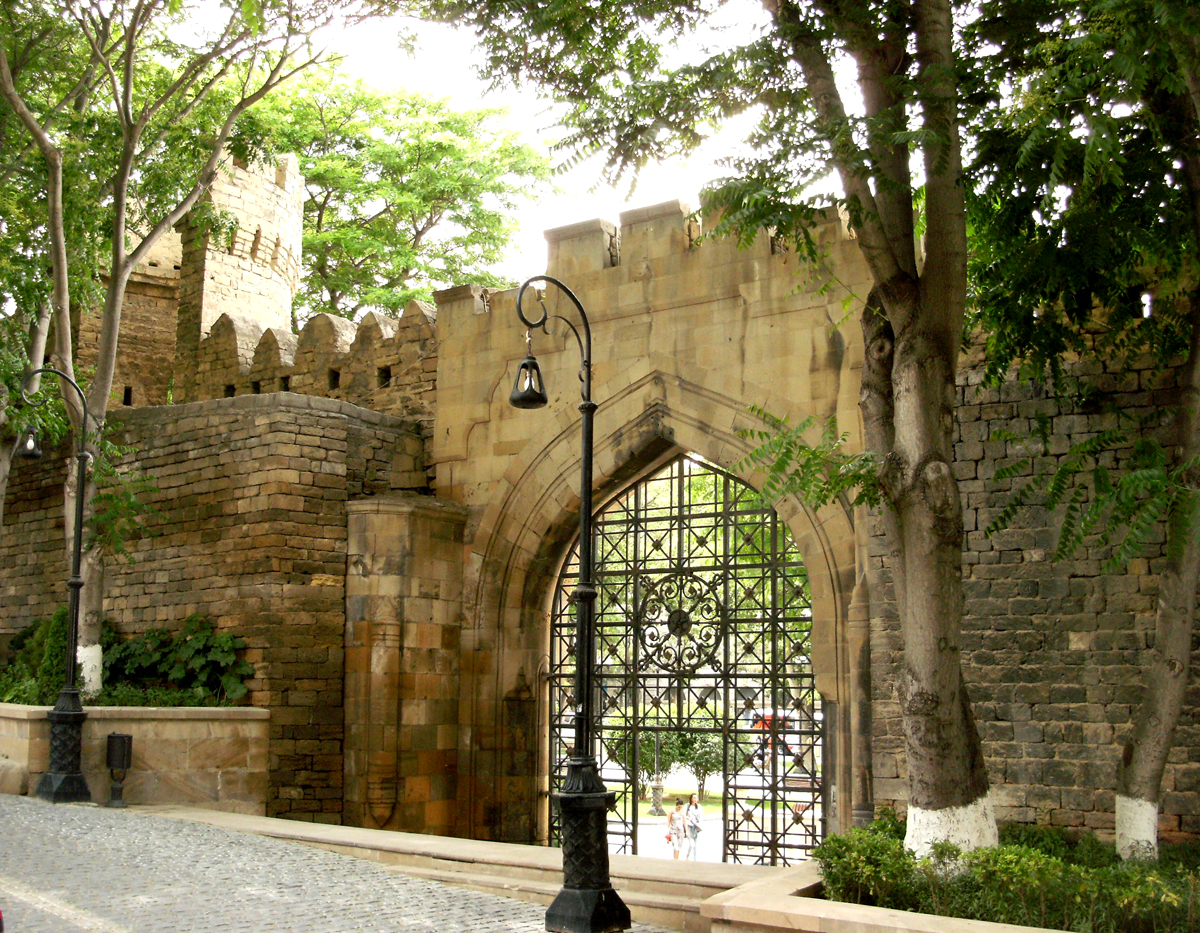
Una delle due porte per la Città Vecchia

Tra il 1807 e il 1811 le mura della città furono riparate e ampliate. La città aveva due porte, la Porta Salyan e la Porta Shemakha. Il porto fu riaperto al commercio nel 1809.
Proprio in quel periodo Baku cominciò ad estendersi oltre le mura della Città Vecchia, dopodiché nacquero i termini come "Città Interna" (in azero İçəri Şəhər) e "Città Esterna" (in azero Bayır Şəhər). Riferendosi a quegli anni Huseyn Gulu Srabski scrisse nei suoi diari:
Con l'arrivo dei russi il profilo architettonico della Città Vecchia cambiò sostanzialmente. Nel corso del XIX secolo e agli inizi del XX vennero realizzati molti edifici di foggia europea negli stili barocco e gotico.
Nel 1865, un tratto delle mura situate sul mare venne demolito e il materiale utilizzato per la costruzione di edifici nella Città Esterna. Il denaro ricavato dalla vendita di tale materiale (44.000 rubli) venne utilizzato per costruire il Baku Boulevard e nel 1867 vide la luce la prima fontana di Baku proprio sul Boulevard.
In questo periodo vennero realizzate altre due porte. La costruzione di nuove porte e passaggi continuò nel periodo sovietico.

## Distretti

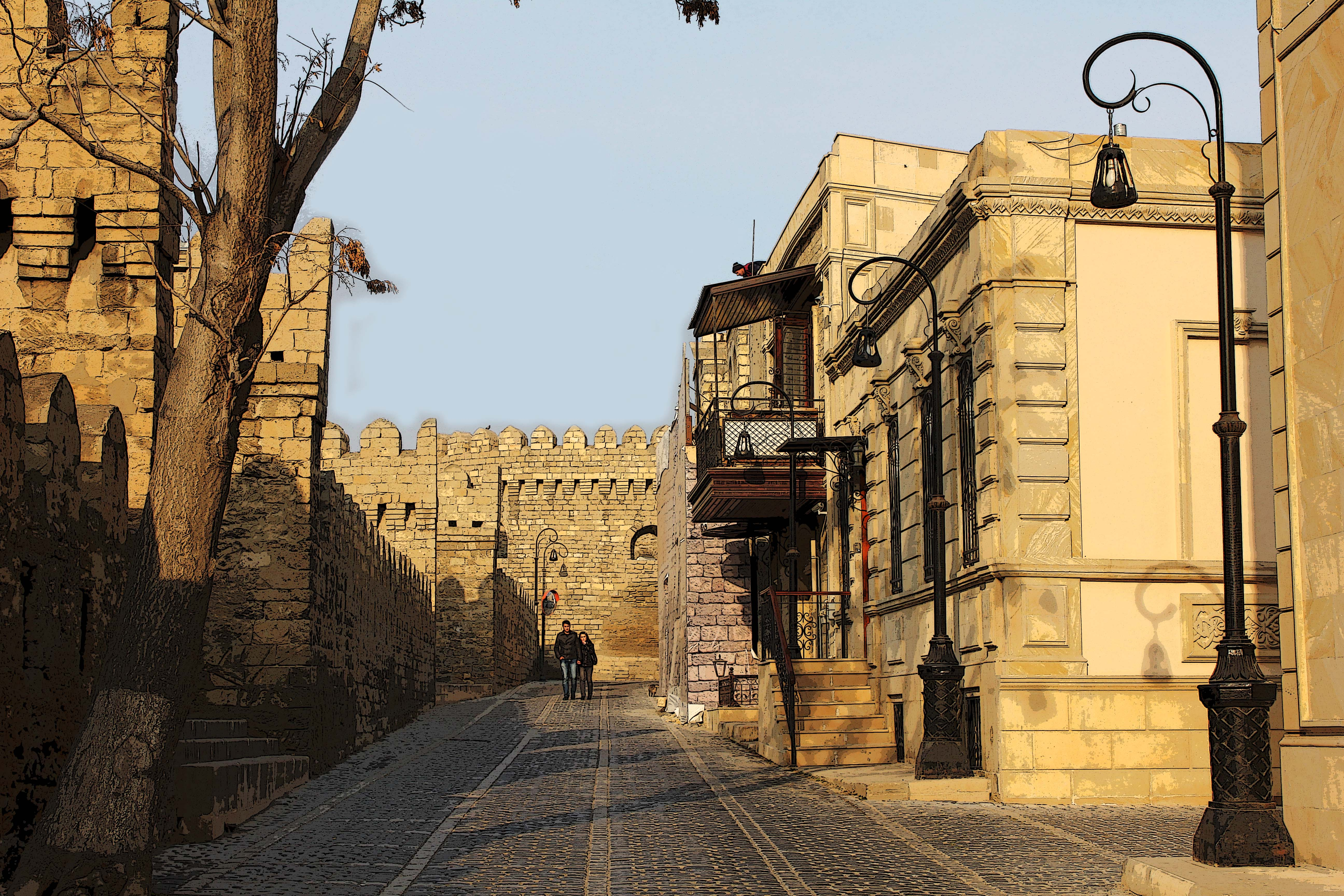
Una via della Città Interna

La Città Vecchia venne suddivisa in diversi quartieri, strutturati anche come divisioni sociali. In alcuni casi i quartieri presero il nome delle moschee locali: per esempio quartiere della Juma Mosque, Shal Mosque, Mahammadyar Mosque, etc.

### Lista dei Distretti
- Seyyids, quartiere dei preti
- Aghshalvarlilar, quartiere dei nobili
- Bozbashyemeyenler, quartiere dei vegetariani
- Gemichiler, quartiere degli armatori e dei marinai
- Hamamchilar, quartiere degli addetti ai bagni pubblici
- Arabachilar, quartiere dei carrettieri
- Noyutchuler, quartiere dei lavoratori del petrolio
- Juhud Zeynallilar, quartiere ebraico
- Lezgiler, quartiere degli armaioli e fabbri Daghestani
- Gilaklar, quartiere dei mercanti di Gilan

### Infrastruttura sotterranea
Nel 2008 venne scoperto un sottopassaggio del XIX secolo mentre si lavorava alla ristrutturazione del Vahid park. Gli operai si addentrarono nel tunnel per circa 200 metri ma a quel punto lo stesso era ostruito. A giudicare dalle fotografie scattate in grotta, il tunnel era costruito molto bene, le pareti, il soffitto e il pavimento della galleria erano realizzati con pietra bianca segata. I lavoratori trovarono una manciata di monete del periodo sovietico, che lasciarono intendere il tunnel fosse stato ancora abitato almeno 20 anni prima della scoperta.
Secondo lo studioso Vitaly Antonov, nel tardo XVIII secolo Baku fu il centro caucasico del movimento rivoluzionario, e il tunnel era un rifugio per il governatore in caso di tumulti che fossero scoppiati in città. Un'altra versione è che questo tratto è uno dei molti, che portava all'antico Sabayil Castle, inondato dal Mar Caspio. Ci sono diversi tunnel sotterranei che dai palazzi di Shirvan Shah e Synykh Gala, situati in Icheri Shekher, portavano verso il mare. Synykh Gala era una moschea del XV secolo, ai tempi del Shah Ismail Khatai e fu distrutta dalle truppe di Pietro il Grande. Il passaggio scoperto era parte della rete di strade che colleva la città di Sabayil alla terraferma.

## Istruzione
La prima madrasa di cui si abbia conoscenza, venne aperta nella Città Vecchia nel XII secolo, e fra i suoi lettori famosi vi fu Baba Kuhi Bakuvi. Tre secoli dopo, un altro famoso studioso Seyid Yahya Bakuvi (morto nel 1403) fondò la Darulfunun (una Casa delle arti e delle scienze, prototipo di moderna università) nel Palazzo degli Shirvan Shah. Ma con la caduta degli Shirvan Shah, l'istruzione a Baku andò gradualmente scemando. Nel 1806 erano rimaste soltanto dodici mollakhana (scuole primarie e secondarie presso le moschee) e solo tre ne rimasero nel XX secolo. Successivamente esse vennero chiuse e sostituite da scuole statali laiche.

## Patrimonio dell'umanità
Nel dicembre 2000, la città Vecchia di Baku con il Palazzo degli Shirvan Shah e la Torre della Vergine divennero il primo complesso della Repubblica dell'Azerbaigian ad essere classificato come patrimonio dell'umanità dall'UNESCO.
Tre anni dopo, nel 2003, l'UNESCO classificò la Città Vecchia fra i siti patrimonio dell'umanità in condizioni di degrado, a causa dei danni provocati dal terremoto di Baku del 2000, per lo stato di pessima conservazione e per gli scarsi sforzi di tutela.
Nel 2009 il World Heritage Committee lodò l'Azerbaigian per i suoi sforzi per preservare le vecchie mura di Baku e rimosse il sito dalla lista del patrimonio in rischio di rovina.

## Caratteristiche

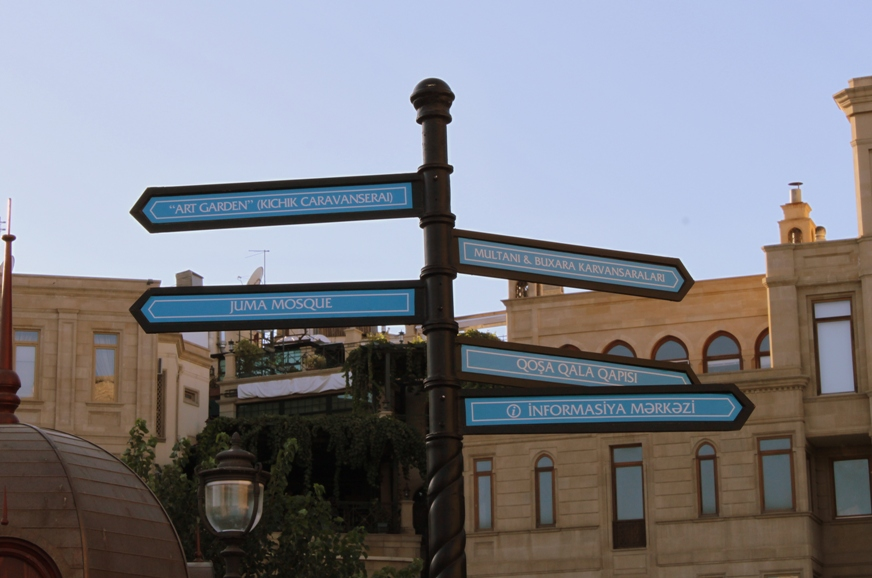
I segni stradali nella Città Vecchia

Per un lungo periodo di tempo, un simbolo esplicito della Città Vecchia è stato un albero di gelso situato dietro la Moschea del venerdì di Baku. Si credeva che l'albero avesse diverse centinaia di anni. L'albero era citato in molti detti e canti popolari nella Città Vecchia e divenne un punto di riferimento locale. Il luogo in cui si trovava l'albero è stato denominato Piazza del gelso. Tuttavia, nel 1970 l'albero del gelso è stato tagliato a causa di lavori di costruzione nelle vicinanze.
Un altro famoso punto di riferimento della Città Vecchia è la locale libreria che vende soprattutto libri di seconda mano. Situata tra il Bukhara e caravanserraglio Multani, la Torre della vergine, e Hajinski's Palace (altrimenti noto come casa di Charles de Gaulle, perché egli vi rimase durante la seconda guerra mondiale) è una popolare meta di studenti e bibliofili di Baku, principalmente per la economicità dei libri in vendita.
La città Vecchia di Baku è stampata sul recto delle banconote azere di 10 manat emesse fino al 2006.

Icheri Sheher
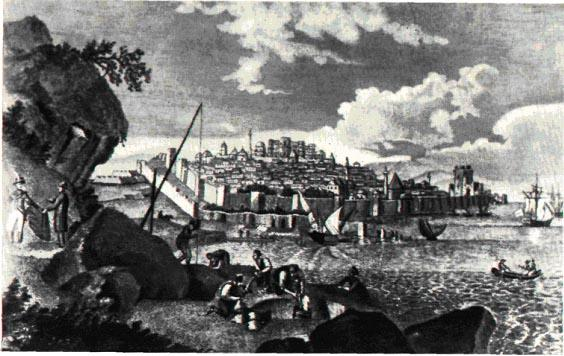
Città Vecchia in 1796 (stampa di Sergeyev)
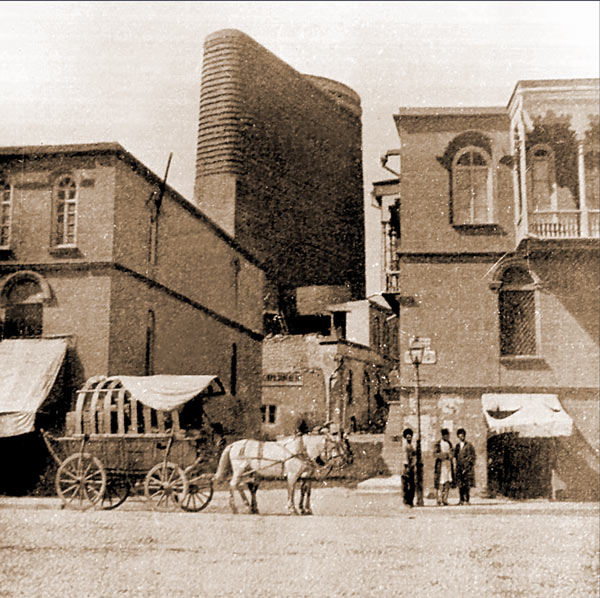
La Torre della Vergine
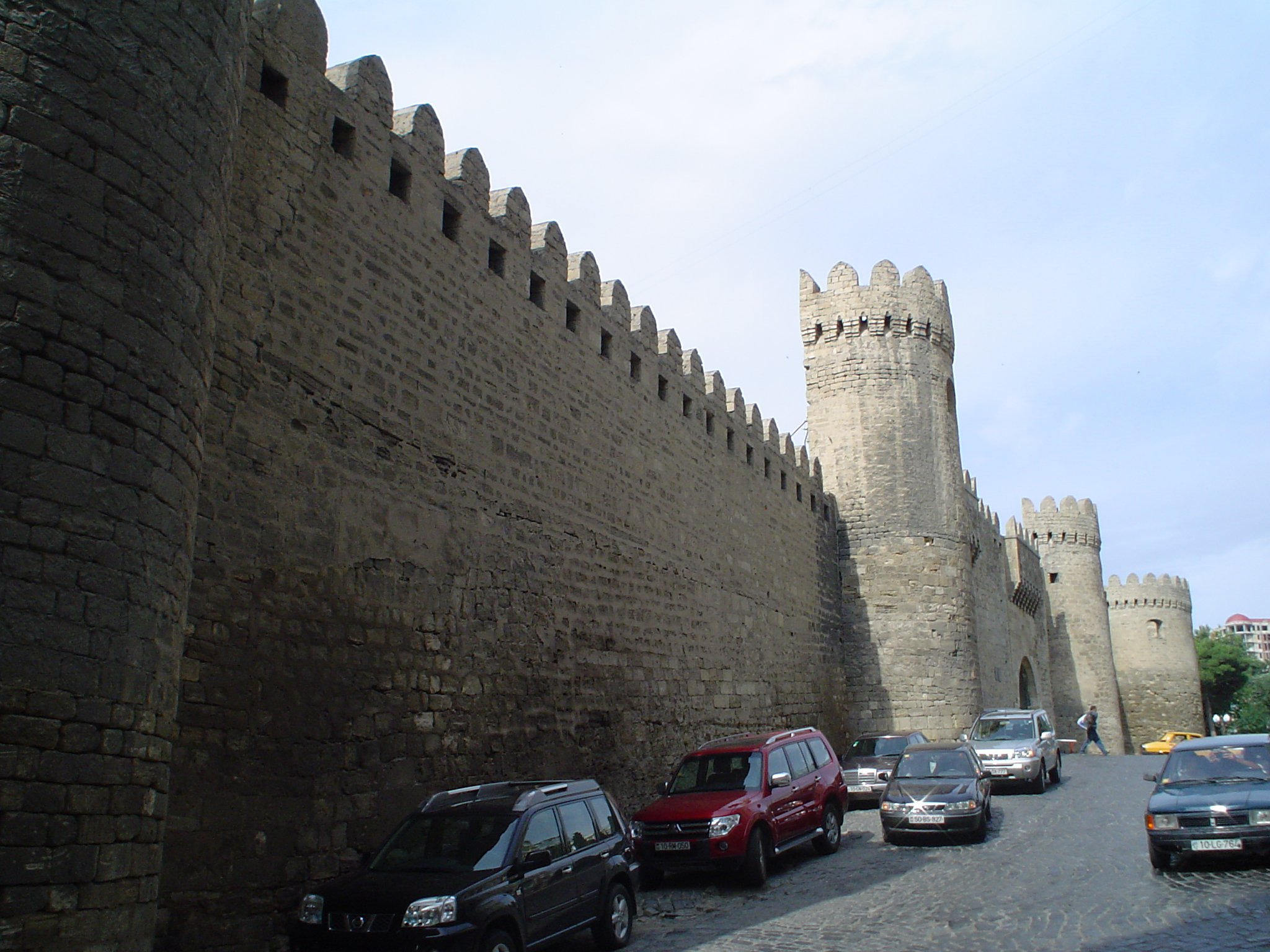
Le Mura Nord della Città
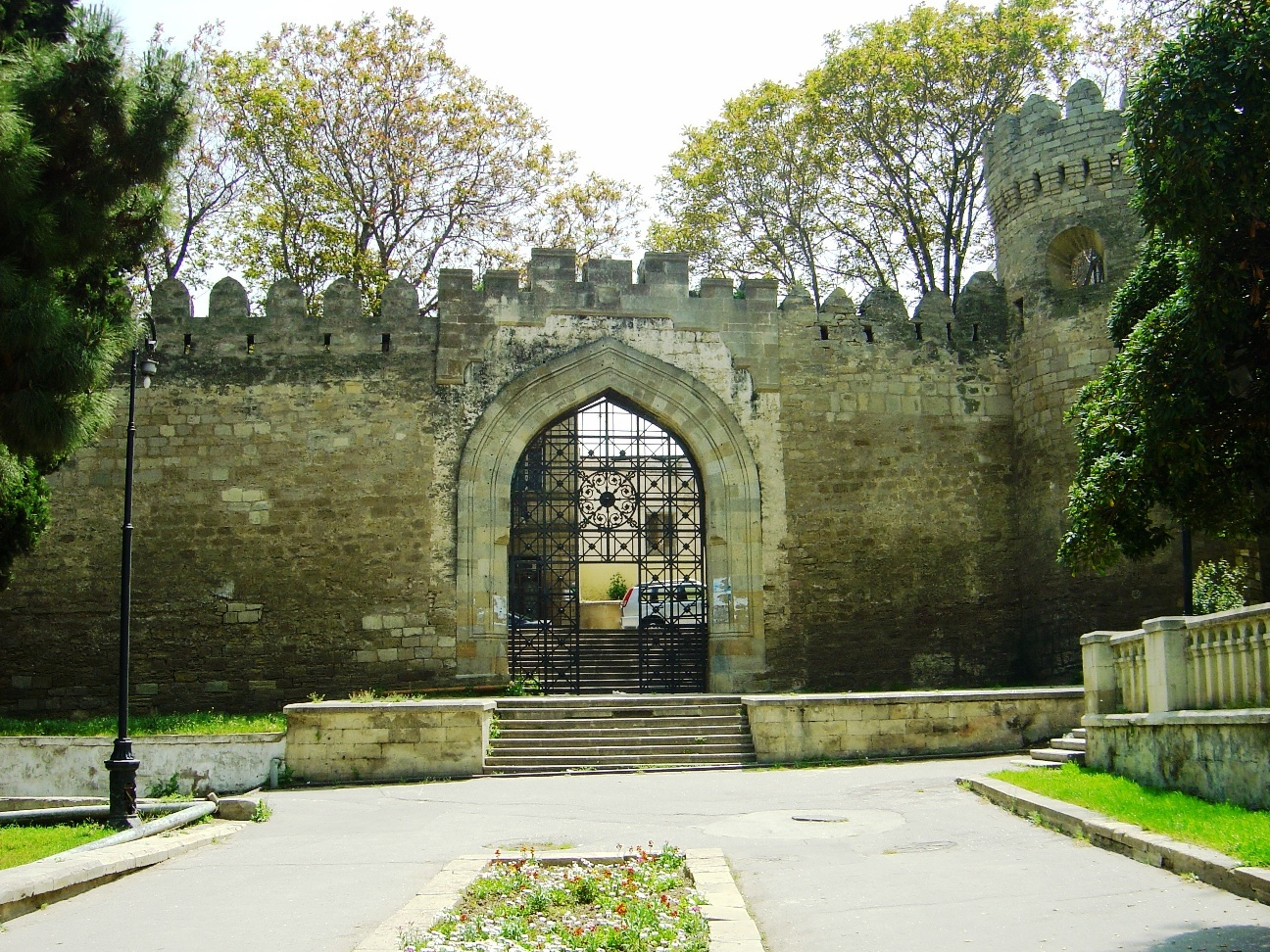
Una delle vecchie porte della Città.
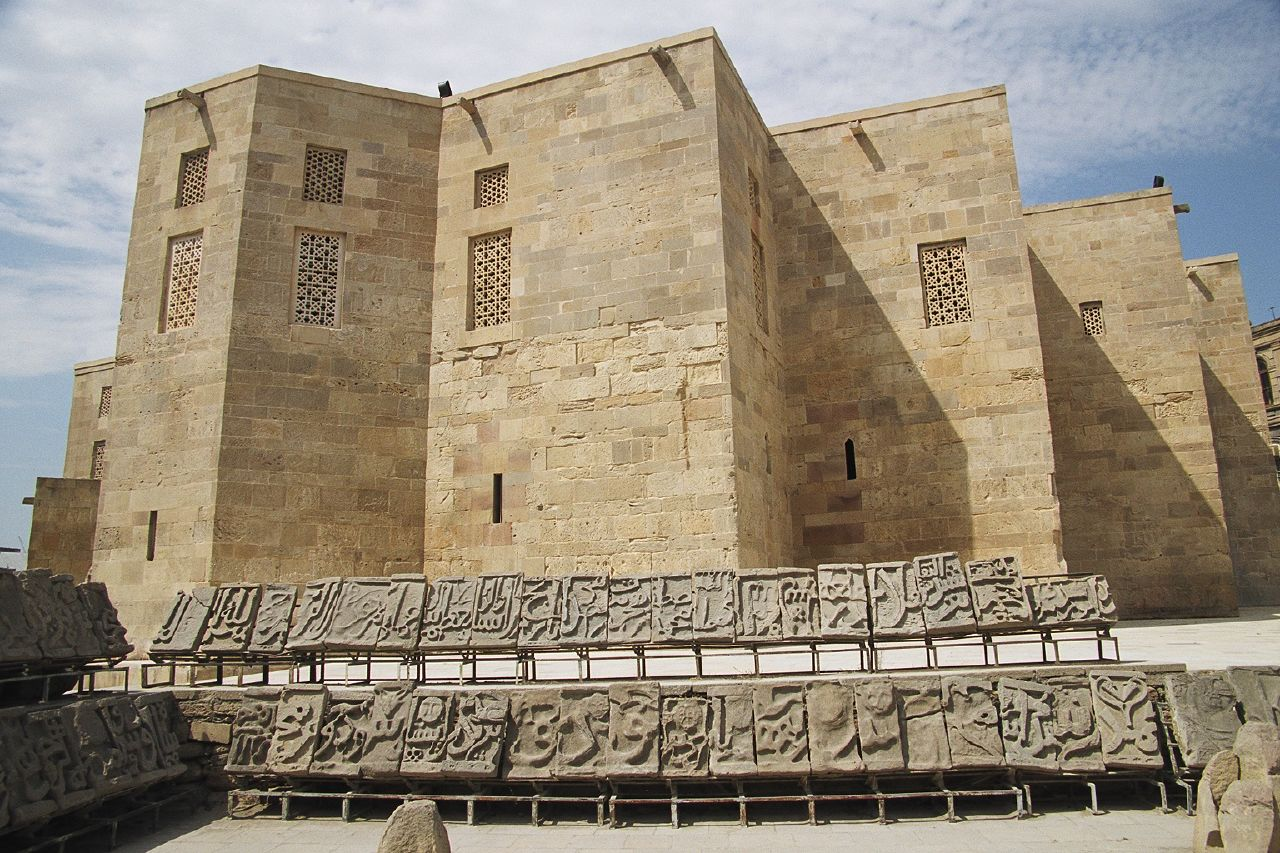
Il Palazzo degli Shirvanshakh.
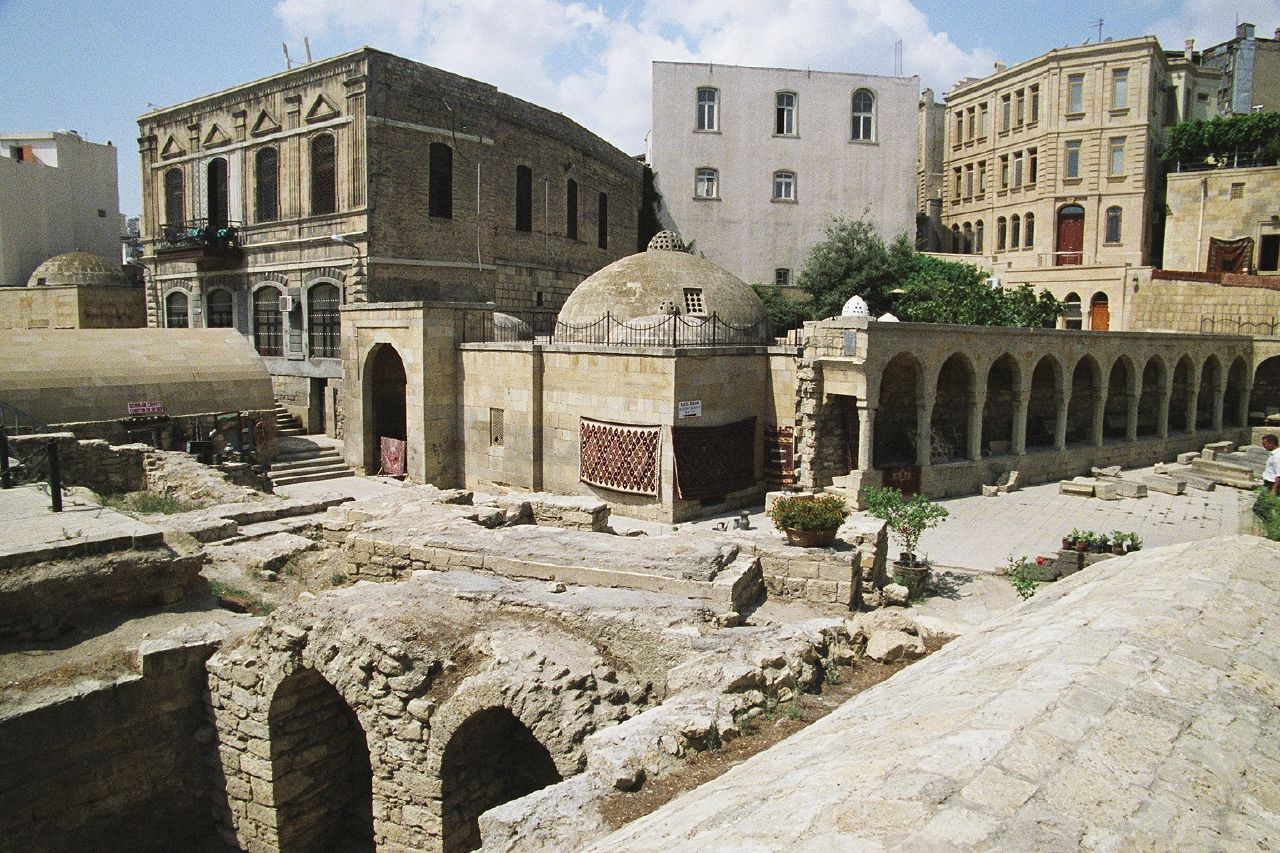
Hammam e mercato vicino alla Torre della Vergine
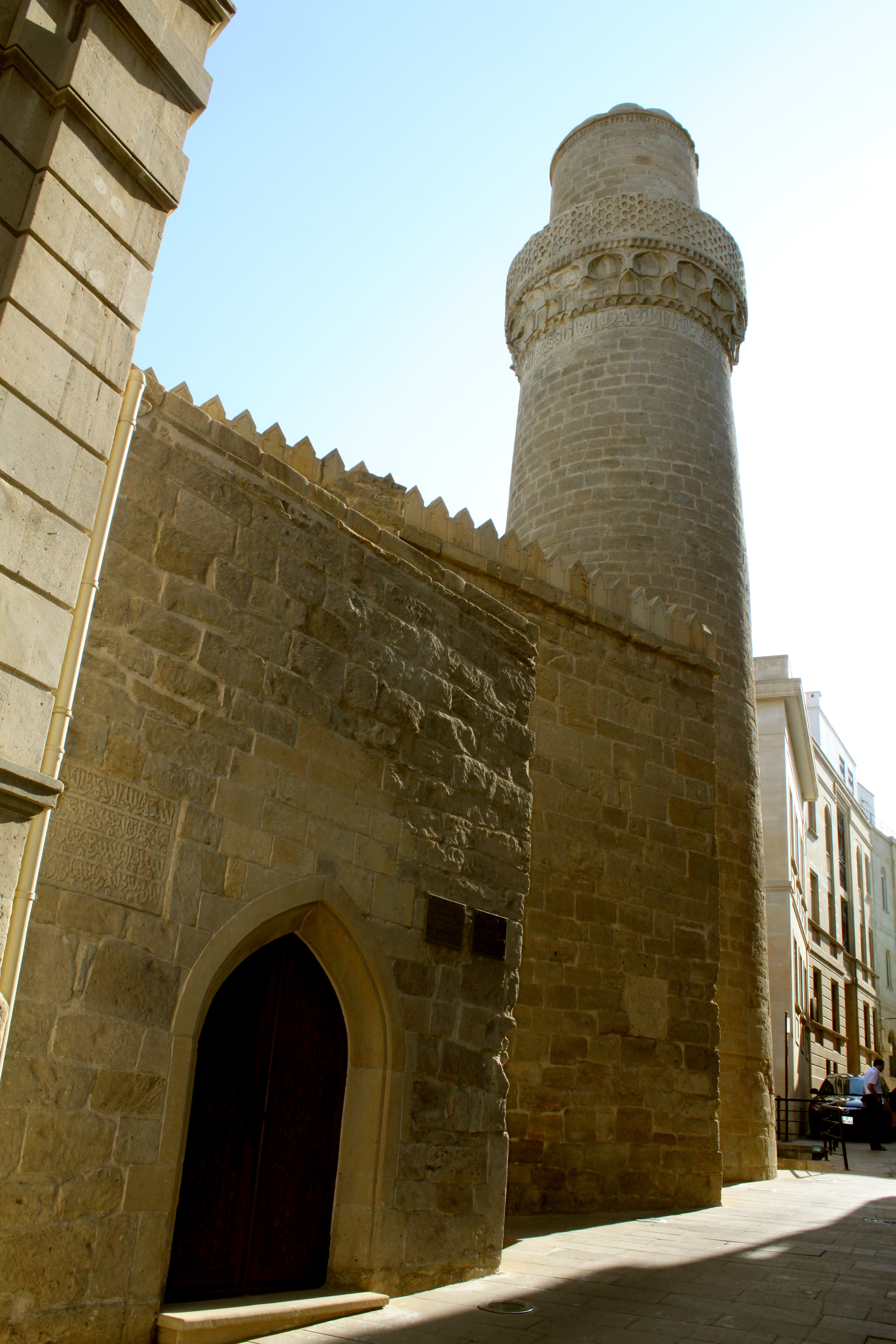
La Moschea Muhammad